# Trégon
Trégon is een plaats en voormalige gemeente in het Franse departement Côtes-d'Armor in de regio Bretagne. De plaats maakt deel uit van het arrondissement Dinan.

## Geschiedenis
Trégon is op 1 januari 2017 gefuseerd met de gemeenten Plessix-Balisson en Ploubalay tot de gemeente Beaussais-sur-Mer. 

## Geografie
De oppervlakte van Trégon bedraagt 6,2 km².
De onderstaande kaart toont de ligging van Trégon met de belangrijkste infrastructuur en aangrenzende gemeenten.

## Demografie
Onderstaande figuur toont het verloop van het inwonertal.